# César (1768)
Pour les articles homonymes, voir César.
Le César est un vaisseau de ligne de 74 canons à deux ponts de la Marine royale française. Commandé au printemps 1767 aux chantiers navals de Toulon, il est lancé le 3 août 1768.  Il est activement engagé dans la Guerre d'Indépendance américaine à la fin de laquelle il est perdu au combat.

## Caractéristiques générales
Le César est un vaisseau de force de 74 canons lancé selon les normes définies dans les années 1740 par les constructeurs français pour obtenir un bon rapport coût/manœuvrabilité/armement afin de pouvoir tenir tête à la marine anglaise qui dispose de beaucoup plus de vaisseaux depuis la fin des guerres de Louis XIV. Sans être standardisé, le César, partage les caractéristiques communes de tous les « 74 canons » construits à des dizaines d’exemplaires jusqu’au début du XIXe siècle et qui évoluent au rythme lent des techniques de construction de l’époque et de la volonté des responsables navals d’exploiter au mieux cette excellente catégorie de navire de guerre. 
Comme pour tous les vaisseaux de guerre de l’époque, sa coque est en chêne. Son gréement, (mâts et vergues) est en pin. Il y a aussi de l’orme, du tilleul, du peuplier et du noyer pour les affûts des canons, les sculptures des gaillards et les menuiseries intérieures. Les cordages (80 tonnes) et les voiles (à peu près 2 500 m2) sont en chanvre. Un deuxième jeu de voiles de secours est stocké en soute. Prévu pour pouvoir opérer pendant des semaines très loin de ses bases européennes s’il le faut, ses capacités de transport sont considérables. Il emporte pour trois mois de consommation d’eau, complétée par six mois de vin. S’y ajoute pour cinq à six mois de vivres, soit plusieurs dizaines de tonnes de biscuits, farine, légumes secs et frais, viande et poisson salé, fromage, huile, vinaigre, sel, sans compter du bétail sur pied qui sera abattu au fur et à mesure de la campagne.
Il dispose sur son pont inférieur de 28 canons de 36 livres (les plus gros calibres en service dans la flotte à cette époque) et de 30 canons de 18 livres sur son pont supérieur. En outre, 16 canons de 8 livres sont répartis sur les gaillards. Cette artillerie en fer pèse 215 tonnes. Pour l’approvisionner au combat, le vaisseau embarque près de 6 000 boulets pesants au total 67 tonnes. S’y ajoute des boulets ramés, chaînés et beaucoup de mitraille (8 tonnes). Il y a 20 tonnes de poudre noire, stockée sous forme de gargousses ou en vrac dans les profondeurs du vaisseau. En moyenne, chaque canon dispose de 50 à 60 boulets.

## La participation du navire à la Guerre d'Indépendance américaine

### La campagne dans l'escadre de d'Estaing (1778-1779)
Lorsque débute l'engagement français dans la guerre d'indépendance des États-Unis, il est sous les ordres du capitaine de Raimondis. Le 13 avril 1778, il quitte Toulon à destination de l'Amérique, au sein des 12 vaisseaux de l'armée navale du comte d'Estaing. Le 8 juillet, la flotte arrive à l'embouchure du Delaware, au nord de Baltimore, et poursuit plusieurs navires ennemis. Le 8 août, elle force le détroit de New-York et pénètre dans la baie du Connecticut, où mouillent les forces britanniques. Les Anglais brûlent sept de leurs bâtiments et leurs magasins. Le 11 août 1778, le César est séparé de l'escadre par une violente tempête au moment où allait s'engager une bataille avec les forces de Richard Howe. Le 16 août 1778, il combat contre le HMS Iris (en) puis va se mettre à l'abri à Boston où il est rejoint par les autres bâtiments français. 
En décembre 1778, après le passage de l'escadre de d'Estaing dans les Antilles, le César participe à la vaine canonnade de Saint-Lucie. Le 6 juillet 1779, il est engagé sur l'arrière garde dans la dure mais victorieuse bataille de la Grenade contre les forces de John Byron. Après l'échec de d'Estaing devant Savannah (octobre 1779), le César rentre en France avec les autres vaisseaux arrivés sur l'Amérique en 1778 afin d'être remis à neuf et de renouveler l'équipage.

### La campagne dans les forces du comte De Grasse (1781-1782)

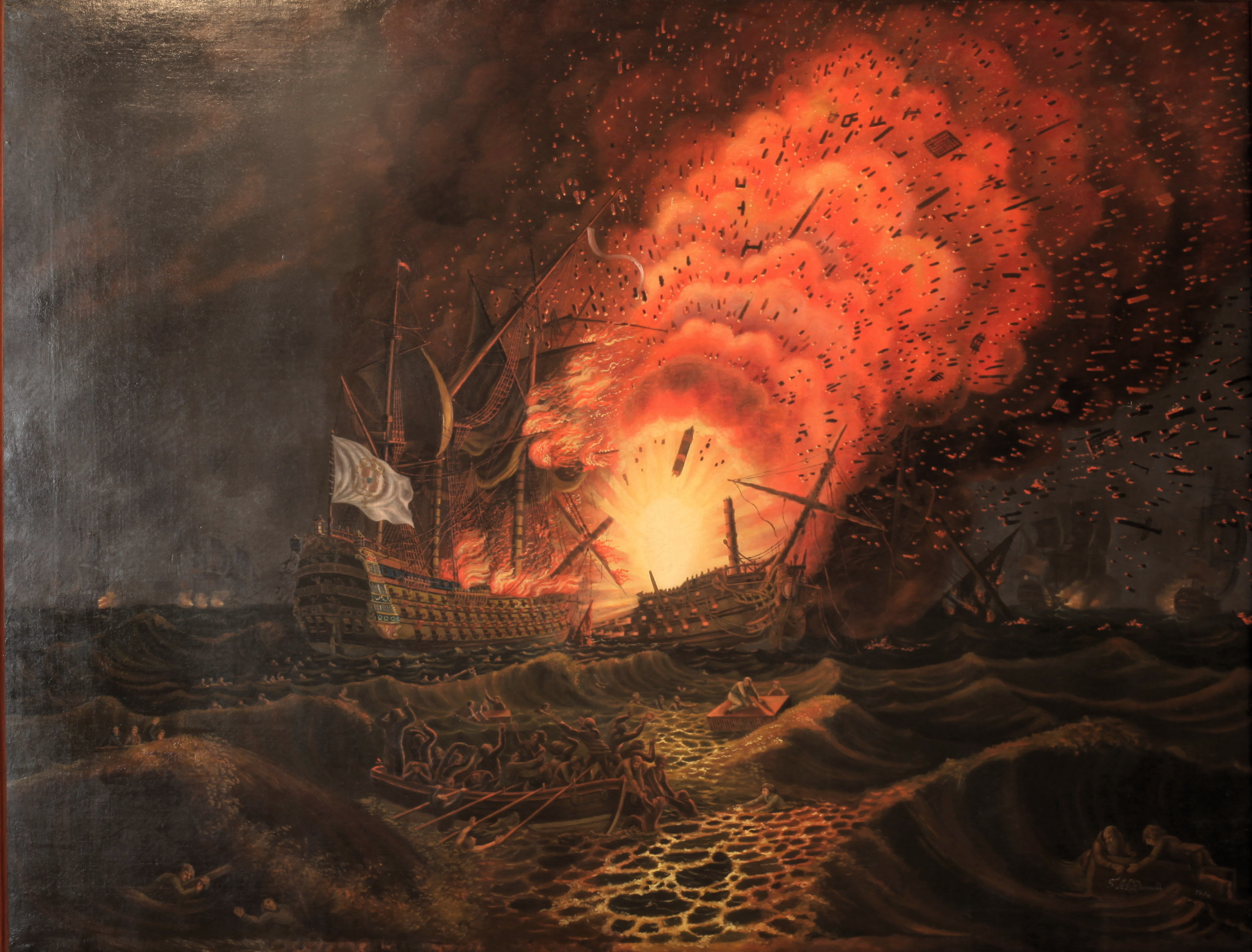
Représentation imaginaire de la perte du César. (Le vaisseau peint par François Dumoulin est un trois-ponts alors que le César était un deux-ponts)

En 1781, le César repart pour les Antilles sous le commandement du chevalier d'Espinouse dans la grande escadre du comte De Grasse. Le 28 avril, il participe à l'engagement de Fort-Royal pour faire lever le blocus de la Martinique. Le 24 mai, il fait partie de l'escadre qui couvre le débarquement français sur l'île de Tobago. Le 5 septembre 1781, il est présent à la décisive bataille de la Chesapeake qui parachève l'encerclement des forces anglaises à Yorktown. 
En 1782, toujours dans les forces du comte De Grasse, il passe aux Antilles et participe en janvier au combat de Saint-Christophe qui permet de s'emparer de l'île du même nom. Le 12 avril 1782, alors que l'armée navale escorte un gros convois, le César combat à la bataille des Saintes au cours de laquelle il est totalement démâté puis capturé par le HMS Centaur. Dans la nuit qui suit la bataille, un feu se déclenche pour une raison inconnue dans la sainte-barbe et le fait exploser, tuant 400 marins Français et 50 Anglais de l'équipage de prise. Le César fait partie des vingt vaisseaux perdus par la Marine royale lors de la guerre d’Indépendance américaine.

## Sources et bibliographie
: document utilisé comme source pour la rédaction de cet article.
- Archives nationales de France, fonds Marine, série B5 carton 3, Liste des vaisseaux du Roy pour l'année 1746.
- Michel Vergé-Franceschi (dir.), Dictionnaire d'Histoire maritime, éditions Robert Laffont, coll. « Bouquins », 2002 (ISBN 2-221-08751-8 et 2-221-09744-0)
- Étienne Taillemite, Dictionnaire des marins français, Paris, Tallandier, coll. « Dictionnaires », octobre 2002, 537 p. [détail de l’édition] (ISBN 978-2847340082)
- Étienne Taillemite, Louis XVI ou le navigateur immobile, Paris, éditions Payot, coll. « Portraits intimes », 2002, 265 p. (ISBN 2-228-89562-8).
- Jean Meyer et Martine Acerra, Histoire de la marine française : des origines à nos jours, Rennes, Ouest-France, 1994, 427 p. [détail de l’édition] (ISBN 2-7373-1129-2, BNF 35734655)
- Martine Acerra et André Zysberg, L'essor des marines de guerre européennes : vers 1680-1790, Paris, SEDES, coll. « Regards sur l'histoire » (no 119), 1997, 298 p. [détail de l’édition] (ISBN 2-7181-9515-0, BNF 36697883)
- Rémi Monaque, Suffren : un destin inachevé, éditions Tallandier, 8 octobre 2009, 494 p. (ISBN 978-2-84734-333-5 et 2-84734-333-4).
- Jean-Claude Castex, Dictionnaire des batailles navales franco-anglaises, Laval (Canada), éditions Presses Université de Laval, 2004
- Jean-Christian Petitfils, Louis XVI, Paris, éditions Perrin, 2005, 1113 p. (ISBN 978-2-262-01484-1)
- Onésime Troude, Batailles navales de la France, t. 2, Paris, Challamel aîné, 1867, 469 p. (lire en ligne).
- Georges Lacour-Gayet, La Marine militaire de la France sous le règne de Louis XV, Honoré Champion éditeur, 1902, édition revue et augmentée en 1910 (lire en ligne)
- Georges Lacour-Gayet, La marine militaire de France sous le règne de Louis XVI, Paris, éditions Honoré Champion, 1905 (lire en ligne)
- Jean-Michel Roche (dir.), Dictionnaire des bâtiments de la flotte de guerre française de Colbert à nos jours, t. 1, de 1671 à 1870, éditions LTP, 2005, 530 p. (lire en ligne)